# Лобачев-Малий
Лобачев-Малий (пол. Łobaczew Mały) — село в Польщі, у гміні Тереспіль Більського повіту Люблінського воєводства.
Населення — 298 осіб (2011).
У 1975-1998 роках село належало до Білопідляського воєводства.

## Демографія
Демографічна структура станом на 31 березня 2011 року:
|          | Загалом | Допрацездатний вік | Працездатний вік | Постпрацездатний вік |
| -------- | ------- | ------------------ | ---------------- | -------------------- |
| Чоловіки | 152     | 35                 | 94               | 23                   |
| Жінки    | 146     | 28                 | 78               | 40                   |
| Разом    | 298     | 63                 | 172              | 63                   |